# Бріджит Джонс: Межі розумного (фільм)
«Бріджит Джонс: межі розумного» (Bridget Jones: The Edge of Reason) або «Бріджит Джонс: Жіноча логіка»— романтична комедія 2004 року, знята за мотивами однойменного роману Гелен Філдінг, хоча і зі значними відхиленнями від першоджерела. Сиквел популярної комедії «Щоденник Бріджит Джонс». Якщо в першій частині книги і фільму було взято сюжет роману Джейн Остін «Гордість і упередження», то в другій частині розповіді про Бріджит Джонс явно проглядаються «Переконання» того ж автора. Фільму не вдалось повторити успіх свого попередника, він отримав негативні відгуки в пресі.

## Сюжет
Між подіями першого та другого фільмів минуло 4 тижні, і знову Бріджит (Рене Зеллвегер) не влаштовують її відносини з Марком Дарсі (Колін Ферт). Поки Бріджит Джонс чекає неминучої пропозиції одруження, і одночасно починає сумніватися у правильності свого вибору - на горизонті знову виникає безсоромний ловелас Деніел Клівер (Г'ю Грант), який тепер працює ведучим телепередач про туристичні мандрівки по всьому світу. І Бріджит навіть поступається вимогам начальника поїхати разом з Деніелом до екзотичного Таїланду, де з нею обов'язково щось має статися...

## В ролях
- Рене Зеллвегер — Бріджит Джонс
- Г'ю Грант — Деніел Клівер
- Колін Ферт — Марк Дарсі
- Джим Бродбент — містер Колін Джонс
- Джемма Джонс — місіс Памела Джонс
- Джасінда Барретт — Ребекка